# Tilh
Tilh est une commune française située dans le département des Landes en région Nouvelle-Aquitaine.
Le gentilé est Tilhois.

## Géographie

### Localisation
Commune située sur l'Arrigan et sur la Route départementale 947 entre Dax et Orthez. Elle est limitrophe du département des Pyrénées-Atlantiques.
| - OpenStreetMap Limite communale. |

### Communes limitrophes
Les communes limitrophes sont Arsague, Castel-Sarrazin, Mouscardès, Ossages, Pomarez, Bonnut et Saint-Girons-en-Béarn.
|            | Pomarez                                      | Castel-Sarrazin               |
| Mouscardès | Tilh                                         | Arsague                       |
| Ossages    | Saint-Girons-en-Béarn (Pyrénées-Atlantiques) | Bonnut (Pyrénées-Atlantiques) |

### Climat
Pour des articles plus généraux, voir Climat de la Nouvelle-Aquitaine et Climat des Landes.
Historiquement, la commune est exposée à un micro climat océanique basque.
En 2020, Météo-France publie une typologie des climats de la France métropolitaine dans laquelle la commune est exposée à un climat océanique et est dans la région climatique Pyrénées atlantiques, caractérisée par une pluviométrie élevée (>1 200 mm/an) en toutes saisons, des hiver très doux (7,5 °C en plaine) et des vents faibles.
Pour la période 1971-2000, la température annuelle moyenne est de 13,3 °C, avec une amplitude thermique annuelle de 14,2 °C. Le cumul annuel moyen de précipitations est de 1 239 mm, avec 12,2 jours de précipitations en janvier et 7,9 jours en juillet. Pour la période 1991-2020, la température moyenne annuelle observée sur la station météorologique la plus proche, située sur la commune d'Orthez à 11 km à vol d'oiseau, est de 14,1 °C et le cumul annuel moyen de précipitations est de 1 211,5 mm,. Pour l'avenir, les paramètres climatiques de la commune estimés pour 2050 selon différents scénarios d’émission de gaz à effet de serre sont consultables sur un site dédié publié par Météo-France en novembre 2022.

## Urbanisme

### Typologie
Au 1er janvier 2024, Tilh est catégorisée commune rurale à habitat dispersé, selon la nouvelle grille communale de densité à sept niveaux définie par l'Insee en 2022.
Elle est située hors unité urbaine et hors attraction des villes,.

### Occupation des sols

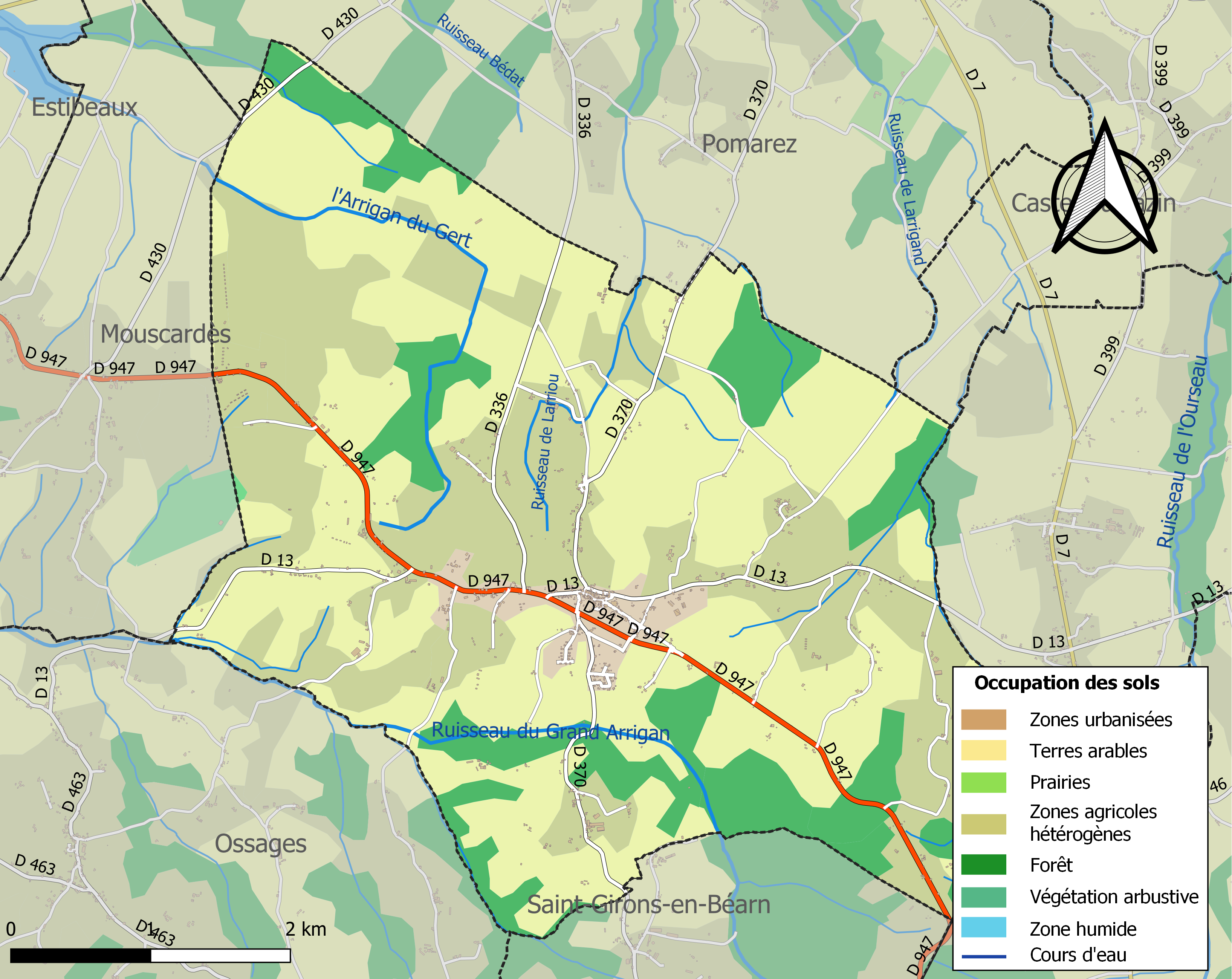
Carte des infrastructures et de l'occupation des sols de la commune en 2018 (CLC).

L'occupation des sols de la commune, telle qu'elle ressort de la base de données européenne d’occupation biophysique des sols Corine Land Cover (CLC), est marquée par l'importance des territoires agricoles (81,7 % en 2018), en augmentation par rapport à 1990 (75,9 %). La répartition détaillée en 2018 est la suivante : terres arables (49,1 %), zones agricoles hétérogènes (32,6 %), forêts (15,2 %), zones urbanisées (3,1 %). L'évolution de l’occupation des sols de la commune et de ses infrastructures peut être observée sur les différentes représentations cartographiques du territoire : la carte de Cassini (XVIIIe siècle), la carte d'état-major (1820-1866) et les cartes ou photos aériennes de l'IGN pour la période actuelle (1950 à aujourd'hui).

### Risques majeurs
Le territoire de la commune de Tilh est vulnérable à différents aléas naturels : météorologiques (tempête, orage, neige, grand froid, canicule ou sécheresse), mouvements de terrains et séisme (sismicité modérée). Un site publié par le BRGM permet d'évaluer simplement et rapidement les risques d'un bien localisé soit par son adresse soit par le numéro de sa parcelle.
Les mouvements de terrains susceptibles de se produire sur la commune sont des tassements différentiels.

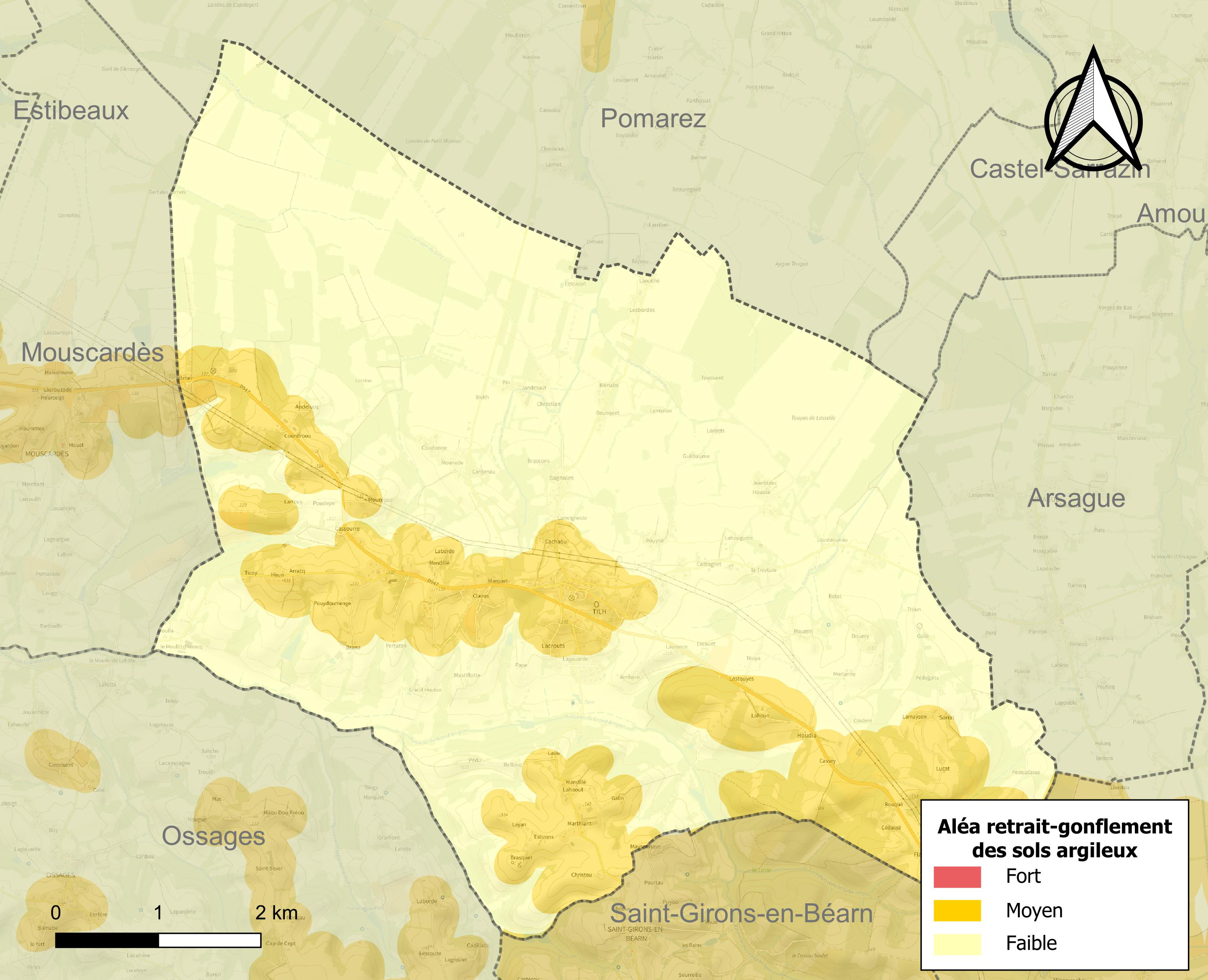
Carte des zones d'aléa retrait-gonflement des sols argileux de Tilh.

Le retrait-gonflement des sols argileux est susceptible d'engendrer des dommages importants aux bâtiments en cas d’alternance de périodes de sécheresse et de pluie. 25,3 % de la superficie communale est en aléa moyen ou fort (19,2 % au niveau départemental et 48,5 % au niveau national). Sur les 377 bâtiments dénombrés sur la commune en 2019, 200 sont en aléa moyen ou fort, soit 53 %, à comparer aux 17 % au niveau départemental et 54 % au niveau national. Une cartographie de l'exposition du territoire national au retrait gonflement des sols argileux est disponible sur le site du BRGM,.
La commune a été reconnue en état de catastrophe naturelle au titre des dommages causés par les inondations et coulées de boue survenues en 1999, 2008 et 2009, par la sécheresse en 1989, 1992 et 2003 et par des mouvements de terrain en 1999.

## Toponymie
Son nom occitan gascon est Tilh (['tʎ], [ˈtil]).

## Politique et administration
| Période                                  | Période                     | Identité            | Étiquette | Qualité                       |
| ---------------------------------------- | --------------------------- | ------------------- | --------- | ----------------------------- |
| mai 1925                                 | septembre 1939 (suspension) | Paul Desarps        | PCF       | Boulanger                     |
| septembre 1939 (Délégation spéciale)     | septembre 1944              | Roger Dubrasquet    |           | Sabotier                      |
| septembre 1944                           | mai 1945                    | Paul Desarps        | PCF       | Boulanger                     |
| mai 1945                                 | mars 1977                   | Roger Dubrasquet    |           | Sabotier                      |
| avril 1977                               | mars 1989                   | Pierre Lalanne      |           | Ferronnier                    |
| avril 1989                               | mars 2001                   | Marcel Dubrasquet   |           | Conducteur de travaux         |
| mars 2001                                | avril 2014                  | Jean-Jacques Carrau | PS        | Instituteur directeur d'école |
| avril 2014                               | juillet 2020                | Jean Darraspen      | ]         | Ingénieur INSA                |
| juillet 2020                             | En cours                    | Annie Lagelouze     |           |                               |
| Les données manquantes sont à compléter. |                             |                     |           |                               |

## Démographie
| 1793  | 1800  | 1806  | 1821  | 1831  | 1836  | 1841  | 1846  | 1851  |
| ----- | ----- | ----- | ----- | ----- | ----- | ----- | ----- | ----- |
| 1 276 | 1 522 | 1 438 | 1 601 | 1 709 | 1 664 | 1 577 | 1 535 | 1 566 |

| 1856  | 1861  | 1866  | 1872  | 1876  | 1881  | 1886  | 1891  | 1896  |
| ----- | ----- | ----- | ----- | ----- | ----- | ----- | ----- | ----- |
| 1 510 | 1 504 | 1 481 | 1 408 | 1 379 | 1 337 | 1 310 | 1 240 | 1 184 |

| 1901  | 1906  | 1911  | 1921  | 1926  | 1931  | 1936 | 1946 | 1954 |
| ----- | ----- | ----- | ----- | ----- | ----- | ---- | ---- | ---- |
| 1 219 | 1 220 | 1 183 | 1 074 | 1 035 | 1 012 | 985  | 948  | 861  |

| 1962 | 1968 | 1975 | 1982 | 1990 | 1999 | 2004 | 2006 | 2009 |
| ---- | ---- | ---- | ---- | ---- | ---- | ---- | ---- | ---- |
| 818  | 770  | 730  | 794  | 746  | 749  | 799  | 813  | 808  |

| 2014 | 2019 | 2022 | - | - | - | - | - | - |
| ---- | ---- | ---- | - | - | - | - | - | - |
| 801  | 836  | 841  | - | - | - | - | - | - |

## Personnalités liées à la commune
- Saint Vincent de Paul fut nommé curé de la paroisse de Tilh en 1600, mais il ne prît jamais possession de sa cure : le seigneur du lieu avait nommé l'abbé Saint Soubès.
- Bernard Augustin Cardenau (1766-1841), général des armées de la République et de l'Empire, décédé le 21 janvier 1841 à Tilh.
- Alexandre de Cardenau de Borda (1823-1904), homme politique, né et mort à Tilh.
- Adrien Laborde, (1902-1969) joueur français de rugby à XV champion de France en 1928.

## Lieux et monuments
- Église Saint-Pierre-ès-Liens de Tilh : elle date des XIe et XIIe siècles. Elle a été fortement remaniée et modifiée au cours du millénaire, le bâtiment dans sa forme actuelle date de 1638. Un exhaussement a été réalisé en 1824. Une voûte a été percée en 1865.
- Monument aux morts de Tilh en face de l'église.
- Arènes Henri-Meunier : commencées au début des années 1960, elles étaient en béton et en bois (entreprise André Nassiet pour la maçonnerie et Alphonse Berthière pour la charpenterie). Sous l'impulsion de Jean Garein, adjoint au maire Roger Dubrasquet, la partie des gradins en bois a été remplacée par des gradins préfabriqués en béton en 1975-1976. Elles contiennent 1000 places. Sur le fronton au-dessus de l'entrée, un magnifique ouvrage en fer forgé a été confectionné par Pierre Lalanne, maire et ferronnier d'art à Tilh, sur un dessin de Cel le Gaucher.

## Vie pratique

### Enseignement
- L'école communale a été érigée en 1888 sous le mandat de Paul-Jules Champetier de Ribes, Maire.Elle fait partie aujourd'hui d'un regroupement (RPI des Arrigans) avec celles des communes de Mouscardès, Ossages et Estibeaux. Il y a à Tilh les classes de maternelle Moyenne et Grande section et le Cours préparatoire.

### Culture
L'histoire de Tilh débute à l'âge de fer, soit vers 700 av. J.-C., comme l'attestent les fouilles menées en 1972 par le professeur Robert Arambourou. D'après les recherches de Bénédicte Boyrie-Fénié (docteur en géographie historique), l'origine du mot "Tilh" vient du nom d'un domaine gallo-romain du nom de Tillius. La constitution du village lui-même date du XIIIe siècle, selon le professeur Albert Larroquette.

### Activités sportives
- Plusieurs équipes de basket animent l'activité sportive du village. Ces équipes se sont regroupées en association avec celles de Mouscardès, Ossages et Estibeaux sous le nom de "Basket Arrigans".